# Mahmoud Shelbaieh
Mahmoud Omar Shelbaieh (Amman, 20 maggio 1980) è un ex calciatore giordano, di ruolo attaccante.

## Carriera

### Nazionale
Ha debuttato in Nazionale il 23 febbraio 2000, nell'amichevole Libano-Giordania (1-1), gara in cui ha siglato la rete del definitivo 1-1 al minuto 59. Ha partecipato, con la Nazionale, alla Coppa d'Asia 2004. Ha collezionato in totale, con la maglia della Nazionale, 74 presenze e 21 reti. Con 21 reti segnate, è il 5° miglior marcatore della Nazionale giordana, a pari merito con Amer Deeb.

## Palmarès

### Club

#### Competizioni nazionali
- Campionato giordano di calcio: 7

Al-Wehdat: 1998, 2004-2005, 2006-2007, 2007-2008, 2008-2009, 2010-2011, 2015-2016
- Coppa della Giordania: 4

Al-Wehdat: 2000, 2008-2009, 2009-2010, 2010-2011
- Supercoppa della Giordania: 7

Al-Wehdat: 1999-2000, 2000-2001, 2004-2005, 2007-2008, 2008-2009, 2009-2010, 2010-2011
- Jordan FA Shield: 4

Al-Wehdat: 2002, 2004, 2008, 2010
- Coppa del Bahrein: 1

East Riffa: 2013-2014